# Kígyógomba
A kígyógomba (Mycena) a kalaposgombák rendjén belül a kígyógombafélék (Mycenaceae) családjának névadó nemzetsége mintegy száz fajjal. Magyarországon viszonylag gyakori.

## Származása, elterjedése
Magyarországon több faja gyakori. Ezek télen is gyakran láthatóak, mert a fagy megőrzi termőtesteiket.

## Megjelenése, felépítése
A legtöbb pereszkefélénél jóval kisebb. Kúp–harang alakú, száraz, ritkán nyálkás, higrofán kalapja vékony húsú. Viszonylag sűrűn álló lemezei érintik a tönköt. Néhány faj lemezeinek éle sötét. Általában puha, törékeny, üreges tönkje a kalaphoz hasonló színű, a tövénél gyakran szöszös. Szaga szúrós, amint erre több faj neve (szalmiákos, salétromos stb.) is utal.
Több faj kalapjának a széle ráncos, bordás.
Több faja világít a sötétben. Talán a legerősebb fényű a Japánban élő fénylő kígyógomba (Mycena lux-coeli). 2013-ig 71 gombafajról mutatták ki, hogy világít a sötétben. Ezek közül 52 kígyógomba (és közülük 15 európai faj). A Magyarországon honos, lumineszkáló fajok:
- enyves kígyógomba (Mycena epipterygia),
- fehér tejű kígyógomba (Mycena galopus),
- cifra kígyógomba (Mycena inclinata),
- barázdálttönkű kígyógomba (Mycena polygramma),
- retekszagú kígyógomba (Mycena pura).[1]

Egyes fajok tejnedvet termelnek

## Életmódja, élőhelye
Korhadéklakó, korhadékbontó. A talajon vagy közvetlenül a növénymaradványokon nő.

## Felhasználása
Több faja, pl.:
- retekszagú kígyógomba,
- rózsás kígyógomba

mérgező; méreganyaguk a hallucinogén hatású muszkarin.
A nem mérgező fajok sem ehetők; többnyire ízük is, szaguk is kellemetlen.

## Magyarországon ismertebb fajok
- narancsvörös kígyógomba (Mycena acicula)
- piros kígyógomba (Mycena adonis)
- szürke lemezű kígyógomba (Mycena aetites)
- szalmiákos kígyógomba (Mycena ammoniaca)
- olajszürke kígyógomba (Mycena arcangeliana)
- narancsos élű kígyógomba (Mycena aurantiomarginata) (Fr.)Quél.
- réti kígyógomba (Mycena avenacea)
- sárga tejű kígyógomba (Mycena crocata) (Schrad.:Fr.)Kummer
- szagos kígyógomba (Mycena diosma)
- enyves kígyógomba (Mycena epipterygia) (Scop.)Gray
- üreges tönkű kígyógomba (Mycena filopes)
- sárgásfehér kígyógomba (Mycena flavoalba)
- rózsás lemezű kígyógomba (Mycena galericulata) (Scop.:Fr.)Gray
- fehér tejű kígyógomba (Mycena galopus)
- vérző kígyógomba (Mycena haematopus) (Pers.:Fr.)Kummer
- cifra kígyógomba (Mycena inclinata) (Fr.)Quél.
- salétromos kígyógomba (Mycena leptocephala)
- foltos kígyógomba (Mycena maculata) Karst.
- fekete szegélyű kígyógomba (Mycena pelianthina) (Fr.)Quél.
- barázdálttönkű kígyógomba (Mycena polygramma) (Bull.:Fr.)Gray
- kéreg-kígyógomba (Mycena pseudocorticola)
- retekszagú kígyógomba (Mycena pura) (Pers.:Fr.)Kummer
- sárgás tönkű kígyógomba (Mycena renati) Quél.
- rózsaszínű kígyógomba (Mycena rosea) (Bull.)Gramb.
- rózsaszín kígyógomba (Mycena rosella) (Fr.)Kummer
- lúgszagú kígyógomba (Mycena stipata)
- csillagpapucsú kígyógomba (Mycena stylobates) (Pers.:Fr.)Kummer
- nyálkás kígyógomba (Mycena vulgaris)
- rozsdafoltos kígyógomba (Mycena zephirus)

## További fajok
- korai kígyógomba (Mycena abramsii)
- Mycena adscendens
- Mycena alphitophora
- Mycena asterina
- Mycena brunneospinosa
- Mycena californiensis
- Mycena capillaripes
- Mycena chlorophos
- Mycena citricolor
- Mycena citrinomarginata
- Mycena cyanorrhiza
- Mycena discobasis
- Mycena erubescens
- Mycena fera
- Mycena griseoviridis
- Mycena interrupta
- Mycena leaiana
- Mycena lacrimans
- Mycena lucentipes
- Mycena luteopallens
- Mycena luxaeterna
- Mycena luxarboricola
- fénylő kígyógomba (Mycena lux-coeli)
- Mycena luxperpetua
- Mycena metata
- Mycena oregonensis
- Mycena overholtzii
- Bíborélű kígyógomba (Mycena purpureofusca)
- Sárgástönkű kígyógomba (Mycena renati)
- Mycena rorida
- Mycena sanguinolenta
- Mycena semivestipes
- Mycena singeri
- Mycena spinosissima
- Mycena subcaerulea
- Téli kígyógomba (Mycena tintinnabulum)
- Mycena viscosa
- Szívóstönkű kígyógomba (Mycena vitilis)

## Hasonló fajok
- A sárgástönkű kígyógombához nagyon hasonlít az ehető fokhagymagomba.
- A retekszagú kígyógombához hasonlít a húsbarna pénzecskegomba (lila pénzecskegomba).
- A rózsás kígyógombához hasonlít az ehető erdei szegfűgomba.